# 桂春団治 (3代目)

花菱は、桂春団治一門の定紋である。
歴代の春団治は、花菱を三枡で囲った紋を使用。

三代目 桂 春団治（かつら はるだんじ、1930年〈昭和5年〉3月25日 - 2016年〈平成28年〉1月9日）は、落語家。本名：河合 一。大阪府大阪市出身。所属事務所は松竹芸能。上方落語協会会員で死去時点で相談役、1977年から1984年までは第三代会長を務めた。出囃子は『野崎』。二代目桂春団治は実父であり師匠。

## 来歴

### 春団治襲名まで
二代目桂春団治は実父、河本寿栄は義母。実母とは死別している。兄が早世したため、長男の扱いであった。
浪華商業学校（現在の大阪体育大学浪商高等学校）では野球部で夜まで練習する生活を送った。卒業後、兵庫県宝塚市の自動車部品販売会社でサラリーマンとなる。本人にも父にも落語家の道に進む考えはなかった。短期間で退職（上司との喧嘩が原因という）後に自宅にいたところ、父の九州巡業（漫才師・浪曲師・奇術師などと一座を組んで公演していた）に、荷物持ち兼雑用係として同行した。劇場で常に客席に待機している間に、父の持ちネタである『寄合酒』を聞き覚える。博多の公演で急病になった漫才師の穴埋めとして舞台に上がり「寄合酒」を演じた。客からの受けはよかったものの、足がしびれて立ちあがれず、下りた緞帳の裏で這いながら袖に引き揚げたという。「落語家はええなあ」と感じて帰阪後に父に弟子入りを申し出る。約半年を経た1947年4月1日に正式に入門、「桂小春」を名乗った。
入門から半年後の1947年10月に、初代笑福亭松之助が二代目旭堂小南陵らとともに夕刊紙「新大阪新聞」の後援で始めた「落語新人会」に参加。当時上方落語家は10数人しかおらず、桂春輔が「楽屋に今、十人の噺家がいとりまっけどな、一年に一人ずつ死によったらもう落語はないねんさかいに、聞くねやったら今のうち」と枕で話すような状況であった。そんな中、ほぼ同時期に上方落語に入った小春・松之助（改メ光鶴）・桂あやめ・三代目桂米朝・三代目桂米之助ら若手は複数の新人会に出演し、1948年秋に「さえずり会」というグループを結成した。この時期、上方落語界は一度戎橋松竹に結集しながら、五代目笑福亭松鶴と反目した丹波家九里丸が二代目桂春団治を誘って旗揚げした浪花新生三友派に分裂した状態だった。「さえずり会」は後援者からの指示を受けてこの修復にあたった。この際小春は父である春団治を説得していおり、同様に松之助から改名していた笑福亭光鶴は父の松鶴を説得した。これにより、1949年4月に両者が合同する形で関西演芸協会が結成され、分裂状態が解消された。
1950年4月、二代目桂福団治を襲名。この年は初代春団治の17回忌に当たり、襲名興行は初代春団治の追善を兼ねておこなわれた。この興行に出演していた五代目松鶴は3日目で病に倒れ、3か月後に死去する。1952年3月からは、小林一三の後押しで始まった「宝塚若手落語会」に参加する。1953年2月25日に父の二代目桂春団治が死去。その同年に笑福亭光鶴が四代目笑福亭枝鶴を襲名する際に、枝鶴とともに宝塚落語会を脱会して戎橋松竹に戻っている。
1957年に結成された上方落語協会では枝鶴・米朝・あやめ改メ三代目桂小文枝らとともに幹事の一人となる。この頃、この4人に三代目林家染丸を加えた5人を「上方落語五人男」と呼ぶようになり、やがて染丸を除いて「上方落語の四天王」という呼び方がなされるようになった。

### 春団治襲名後
1959年3月、三代目桂春団治を襲名。この3年前に初代春団治を描いた映画『世にも面白い男の一生 桂春団治』（監督：木村恵吾、主演：森繁久彌）が公開されたことがその背景にあり、花月亭九里丸（丹波家より屋号を変更していた）からは「今が襲名のチャンスやで」とバックアップを受けた。襲名披露に先立ち、初代春団治の伝説にちなんだ朱塗りの人力車（詳細は初代春団治の項「人物・エピソード」参照）を赤半纏の車夫が引き、自らも赤系の着衣という「赤づくし」の姿で挨拶回りをした。同年10月には襲名披露を兼ねる形で東京の寄席（鈴本演芸場・新宿末廣亭・人形町末廣）に出演した。このように、当時の上方の落語家として早くから上方落語の関東への普及に務めた。
1977年、体調不良（高血圧）で辞任した六代目笑福亭松鶴の後任として上方落語協会会長に就任する。1981年には関西演芸協会会長にも就任した。しかしこの年、胃潰瘍を患う。1984年、上方落語協会会長退任とともに相談役となる。後任は三代目桂小文枝。
1992年にはC型肝炎に罹患。1996年3月に「芸能生活五十周年記念落語会 春團治まつり」を道頓堀の中座で開催した。落語と舞踊の二部構成で、二部で初の女形舞踊「梅川」を披露している（大阪のほか、東京・広島・内子町でも開催）。50周年記念としてはこのほかに記念パーティー（天王寺都ホテル）や、写真集（後藤清『三代目桂春團治』）・研究書（豊田善敬（編）『桂春団治 はなしの世界』）も刊行された。
2006年には「芸能生活60年 繊細・華麗 三代目桂春団治 極付十番落語会」を開催する。同年9月15日、常設寄席「天満天神繁昌亭」のこけら落としを記念して、「赤い人力車」の復元版に、桂三枝が車引きを務める形で乗り天神橋筋商店街でパレードをおこなった。この企画を三枝が打診した際、「実は、わしもいっぺん乗ってみたかったんや」と答えたという。前記の通り、「赤い人力車」自体には四代目春団治襲名時にも乗っている。「四天王」の中で「繁昌亭」の高座に上がった唯一の人物でもある。 
同年9月30日には初主演映画『そうかもしれない』（監督：保坂延彦）が公開された。この映画により、翌2007年におおさかシネマフェスティバル主演男優賞を受賞している。2008年には映画「人のセックスを笑うな」（監督：井口奈己）にも出演した。
2008年3月28日には、喜寿を記念して「喜寿記念 桂春團治落語会 -東西華の宴-」が開催される（30日まで）。
晩年には上方落語界の最古参で、幕内では桂米朝を「米朝くん」、笑福亭松之助を「松ちゃん」と唯一言える噺家であった。
2013年5月ごろから体調を崩し、療養中であった。その前後には爪を痛めたり、転倒での肋骨のひびなどで高座から離れていたが2015年10月3日、出演予定であった堺市立東文化会館で行われる「桂春団治生誕85年記念 三代目桂春団治一門会」のトークコーナーも直前に欠席した。
2015年3月に三代目桂米朝が死去した際には「僕にとっては『代書屋』『親子茶屋』を教えてもらい師匠のような存在。残された四天王も僕ひとりになり、寂しい思いでいっぱいです」というコメントを出した。この米朝追悼のコメントにある通り「四天王」の最後の存命者であったが、米朝の死去から10か月後の2016年1月9日に心不全で他界した。85歳没。2013年5月9日、NHK上方落語の会の『寄合酒』が最後の高座となった。没後の1月26日に天満天神繁昌亭にて、六代目桂文枝を葬儀委員長として三代目春団治の上方落語協会葬が執り行われた。

## 芸歴
- 1947年
  - 4月 - 二代目桂春団治に入門、「桂小春」を名乗る[6]。
  - 10月 - 「落語新人会」に参加[7]。
- 1948年 - 小春・松之助・桂あやめ・三代目桂米朝・三代目桂米之助で「さえずり会」というグループを結成[9]。
- 1950年4月 - 「二代目桂福団治」を襲名[12]。
- 1952年3月 - 「宝塚若手落語会」に参加する[14]。
- 1953年 - 宝塚落語会を脱会し、戎橋松竹に戻る[15]。
- 1957年 - 上方落語協会が発足、幹事の一人となる[16]。
- 1959年
  - 3月 - 「三代目桂春団治」を襲名。
  - 10月 - 襲名披露を兼ねる形で東京の寄席である鈴本演芸場・新宿末廣亭・人形町末廣に出演した[19]。
- 1977年 - 上方落語協会会長に就任する[20]。
- 1981年 - 関西演芸協会会長に就任する[21]。
- 1984年 - 上方落語協会会長を退任し、相談役となる[1]。
- 1996年3月 - 「芸能生活五十周年記念落語会 春團治まつり」を道頓堀の中座で開催する[22]。
- 2006年 - 「芸能生活60年 繊細・華麗 三代目桂春団治 極付十番落語会」を開催する。
- 2013年5月 - 体調を崩し、療養に入る。
- 2016年1月 - 心不全で他界[1]。85歳没。

## 没後
春団治の名跡について、生前弟子に実力者が多く4代目を誰にするかについては悩んでおり、「7人の弟子全員に継がせたいけど名は一つ」とも言っていた。51歳で病没した2代目桂春蝶が存命なら継がせるつもりだったと答えたという証言もある。その後、2016年4月に池田市の豊島野公園で追悼植樹が行われた際に、家族に対して自身の一周忌なり三周忌といった節目の時期に4代目を誰に襲名させるかについて弟子に伝えるよう遺書を残していたこと、いったんは「春団治は三代まで」の意向を示していたこと、濱田大助が弟子入りしたばかりの時期に大助に4代目を襲名させる意向があったことが、桂春之輔や後援会長から明らかにされた。最終的に没後1年1ヶ月近くが経過した2017年2月2日に、桂春之輔が2018年春をめどに4代目春団治を襲名することが発表され、2018年2月11日に春之輔が4代目を正式に襲名し、松竹座での襲名披露公演を以て4代目桂春団治を名乗っている。

## 賞歴
- 1971年：大阪府民劇場奨励賞[21]
- 1975年：文化庁芸術祭優秀賞。
- 1978年：上方お笑い大賞
- 1980年：芸団協功労賞[21]
- 1981年：大阪名誉市民表彰[21]
- 1998年：紫綬褒章
- 2002年：「上方お笑い大賞」特別功労賞[21]。
- 2004年：旭日小綬章[2]
- 2007年：おおさかシネマフェスティバル主演男優賞

## 芸風
歌や芝居に表現される春団治の破天荒でやたけたなキャラクターは3代目には当てはまらず、むしろ「繊細」「華麗」という表現が3代目の芸風に当てはまる。語り口は淡々として艶やか。爆笑噺を得意とした初代や2代目とはまた違う上品さを持ち合わせており、その高座は「奇麗な芸」とも形容された。
落語の導入部である「枕」を振らずにいきなり本題に入る型をとっていた。晩年には若手の落語の導入前の噺を「枕とは言わずただの世間話」と苦言を呈し、本題より枕が受けるのはどうかと言う考えを持っていた。
上方落語の特徴である見台は使わなかった（ただし、『代書』『寄合酒』ではまれに使用する場合もあった）。
大阪の演芸界では「三代目」といえば3代目春団治を指す。四天王と並び称された米朝と文枝は、それぞれ先代が短期間の名乗りだったこと、襲名が60代に入ってからだったという事情があり、同様の略され方をされることはない。

### 持ちネタ
- 円熟味を増してから演じていたもの

『いかけ屋』『祝いのし』『お玉牛』『親子茶屋」『子ほめ』『皿屋敷』『代書』『高尾』『月並丁稚』『野崎詣り』『寄合酒』
- 演じることが、減るか、演じなくなったネタ

『有馬小便』『色事根問』『宇治の柴船』『始末の極意』『寿限無』『平林』『豆屋』『明礬（みょうばん）丁稚』『蘭方医者』『風呂敷丁稚』　
3代目は、その持ちネタの少なさで有名である。演じないものは出来ないのではなく、高座にかけられる物にならないから出さず、その結果として「完璧にやれる」ネタしか高座にかけなくなった。その代わり、演じるものについては高座にかけるたびに練り上げるというスタンスであった。師匠の2代目春団治からは『風呂敷丁稚』のみ差し向いで稽古してもらい、『祝のし』は病床で筋のみ伝えてもらった、『子ほめ』『お玉牛』『野崎詣り』は2代目立花家花橘、『いかけ屋』『高尾』は4代目桂文団治、そして『代書』『皿屋敷』『親子茶屋』『色事根問』『始末の極意』は3代目米朝に稽古を付けてもらったとインタビューなどで答えている。春団治襲名が決まった後、米朝から酒席で「三代目春団治を継ぐのに十やそこいらのネタ数でどないすんねん!」と指摘されて口論となったが、翌日米朝の下宿に赴き「あれから帰っていろいろ考えてみたら、米朝君、君の言う通りやった」と頭を下げて稽古を付けるよう懇願し（米朝は最初前夜のことを忘れていたという）、米朝は「あんたの気持が嬉しいさかい、『代書』をやる。そやさかいやる限りは、わしはしばらくこのネタを演らんつもりや」と答えたという。
香川登志緒と米朝のインタビュー記事で3代目の話題になった時、「若い時期は遊んでばかりいて言いにくいがあまり稽古は熱心ではなかった」と米朝が発言したことに対し、香川は「自分もそう想い以前一緒に飲んだ折に思い切って『恥をしのんで聞くがいったい幾つ落語のネタが出来るか』との問に『親父や花橘師などの師匠連に稽古をつけてもらっていないネタは怖くて舞台では演じることは出来ないが70席は出来る』と答えて安心した」と答えている旨の記事がある。1980年前後（昭和50年代半ば）には、『三枚起請』を独演会で演じると報じられ、自宅で稽古を繰り返したとされるが出来に満足がいかず、高座にはかけなかった。

### 羽織
高座で羽織を脱ぐ仕草が噺の邪魔になるとの考えから、両手でそれぞれの羽織の袖口をつかみ、一挙に後ろ手で落とす脱ぎ方を始めた。一度、羽織と着物の袖を間違って引っ張る失敗をしてからは、羽織のほうはサイズを大きめに作った。没後、紐のみが桂春之輔に伝えられた。桂南光は訃報に接して「これがまねできないんです。これ、（落語家は）たいがいの人がまねしてるんですが、いい着物を買ったんですけど、しゃべりながら羽織だけ引っ張るのが難しい」と述べている。羽織の脱ぎ方は桂春雨が継承している。

### 踊り
山村流（一時藤間流）舞の名手でもあり、福団治時代は舞台でしばしば粋な寄席踊りを披露していた。同じ山村流の演者であった3代目笑福亭福松に、京都の富貴等の楽屋で舞台が終わった後に直接稽古をつけてもらっている。春団治襲名を準備していたころに、6代目松鶴から『襲名するならそろそろ噺に力を入れなはれ』と言われ、襲名後は高座ではほとんどやらなくなった。しかし、この舞踊の素養が春団治の落語に活きているのは、自他共に認めるところであった（小佐田定雄『噺の肴　らくご副読本』、桂米朝『藝・これ一生』他）。

### 東京
春風亭小朝曰く「東西の落語会をやる時には絶対に出演して頂きたい」「披露目がある時には必ず口上に並んで欲しい、そう多くの後輩が願う師匠」。東京の落語家で直接噺を教わった人物は多くないものの、その多くない人物のうちの一人で小朝の弟子である五明樓玉の輔は、『お玉牛』の稽古をつけてもらったことがある。同業者への辛口の批評でも知られた立川談志も、「春団治さんは特別だよ」と公言していた。

## 人物

### 酒色の嗜み
3代目もまた「春団治」の家系にもれず酒豪であり女性に人気があった。女性関係については、20代の頃の手帳には、100人近くもの女性の電話番号が記載されていたという。結婚後も初夜から朝帰りするほどで、怒って実家に戻った夫人が、両親から「女の一人や二人も出来ない芸人は伸びない。お前はそれを承知で嫁いだはずでは？」と逆に諭されたという逸話がある。弟子に対しても、例えば桂春之輔に（彼女との）ホテル代を出すようなこともあったという。
酒については元来は下戸であった。入門当初、師匠の2代目から芸に深みが出るためとして勧められて稽古をつけられて飲むようになった。最初の頃は酔っ払ってしまい2代目に担がれ帰宅することが多かったとのこと。ただ、高座では酔っ払いが登場する噺はほとんど手がけていない。「人によっては最初から最後まで同じ調子で酔っている噺家がいる。酒を飲んでいるのなら自然に酔っていかなければ」という持論があり、6代目松鶴と父・2代目の酔態表現を高く評価していた。

### 名跡
3代目は名跡を1959年に29歳で継いだが、破天荒な振る舞いと明るい芸風で爆笑王の名をほしいままにした初代、初代の芸風を継いだ2代目の重圧はすさまじく、襲名から50年たっても「『少しでも間違うたら看板に傷が付きかねん』との恐怖は、心のどこかにある」と語っていた。

### その他
子どものころから体を動かすことが好きで釣りもよくやっていた、前記のとおり、浪華商業学校時代は野球部に所属した。かつて大阪難波を本拠地としていた南海ホークスの大ファンであった。自身の草野球チームのヘアーズ（カツラとヘアをかけて命名）では、Hawksのロゴをパロディで似せた書体で、Hearsとユニフォームに書いていた。ちなみに、南海の対戦チームであった日本ハムのテレビCM（白いあらびき「ミュンヘナー」）に出演していた。体型は大柄だった父と異なり、壮年、老齢に至るまで、終始細身であった。
高座での流暢な語り口と対照的に、電話口ではとても不明瞭で聞き取りにくい声のため、電話の応対に出た前座時代の桂雀々が誰だか分からず、師匠の桂枝雀にそのまま伝えると「切ってまえ！」と本当に電話を切らせたことがある。

## CD・DVD・ビデオ
- 極付十番 三代目 桂春團治 DVD-BOX
  - 60周年記念して初のDVD化

## 弟子
入門順。孫弟子など、詳細は春団治一門を参照。
- 四代目桂福團治
- 二代目桂春蝶
- 四代目桂春團治
- 桂春若
- 桂春駒
- 三代目桂小春團治
- 四代目桂梅團治
- 桂春雨
- 桂春彦 - 上方落語協会を除名されている関係で一門表には記載されていない
- 桂貴春
- 三代目桂春蝶

### 一門を離れた者
- 二代目桂春輔 - 二代目桂春団治からの預かり弟子

### 廃業
- 桂小春 - 春團治の長男